# Liste des églises et des clochers orthodoxes les plus hauts
Liste des églises et des clochers orthodoxes les plus hauts du monde dont la hauteur dépasse 70 mètres.

## Église
| Hauteur (m) | Nom                                                             | Fichier | Année     | Cité/État                |
| ----------- | --------------------------------------------------------------- | ------- | --------- | ------------------------ |
| 103         | Cathédrale du Christ-Sauveur de Moscou                          |         | 1995—2000 | Moscou Russie            |
| 101,5       | Cathédrale Saint-Isaac de Saint-Pétersbourg                     |         | 1818—1858 | Saint-Pétersbourg Russie |
| 98          | Cathédrale de la Trinité de Tbilissi                            |         | 1995—2002 | Tbilissi Géorgie         |
| 96          | Cathédrale de la Transfiguration de Khabarovsk                  |         | 2001—2004 | Khabarovsk Russie        |
| 93,7        | Cathédrale de la Résurrection (Smolny)                          |         | 1751—1835 | Saint-Pétersbourg Russie |
| 87          | Cathédrale Saint-Alexandre-Nevsky de Nijni Novgorod             |         | 1867—1880 | Nijni Novgorod Russie    |
| 85          | Cathédrale de l'Annonciation de Voronej                         |         | 1998—2009 | Voronej Russie           |
| 83,7        | Cathédrale «Trei Ierarhi»                                       |         | 1934—1946 | Timişoara Roumanie       |
| 81          | Cathédrale Saint-Sauveur-sur-le-Sang-Versé de Saint-Pétersbourg |         | 1883—1907 | Saint-Pétersbourg Russie |
| 80          | Cathédrale de la Trinité (Saint-Pétersbourg)                    |         | 1828—1835 | Saint-Pétersbourg Russie |
| ~ 80        | Notre-Dame-de-l'Assomption                                      |         | 1907—1910 | Moscou Russie            |
| 79          | Église Saint-Sava de Belgrade                                   |         | 1935—2004 | Belgrade Serbie          |
| 78          | Cathédrale de la Trinité (Pskov)                                |         | 1682—1699 | Pskov Russie             |
| 77          | Cathédrale de la Transfiguration de Dzerjinski                  |         |           | Dzerjinski Russie        |
| 76          | Cathédrale Notre-Dame-de-Kazan de Stavropol                     |         |           | Stavropol Russie         |
| 75          | Cathédrale de la Dormition de Astrakhan                         |         | 1698      | Astrakhan Russie         |
| 74,6        | Cathédrale de l'Ascension de Novotcherkassk                     |         | 1891-1904 | Novotcherkassk Russie    |
| 74          | Église de Tous-les-Saints de Minsk                              |         |           | Minsk Biélorussie        |
| 74          | Cathédrale de l'Ascension                                       |         | 1845—1889 | Ielets Russie            |
| 73          | Cathédrale du Christ-Sauveur                                    |         | 2004—2006 | Kaliningrad Russie       |
| 72          | Église Saint-Michel de Tcherkassy                               |         | 1994—2002 | Tcherkassy Ukraine       |
| 71,5        | Cathédrale Notre-Dame-de-Kazan de Saint-Pétersbourg             |         | 1801—1811 | Saint-Pétersbourg Russie |
| 70,6        | Cathédrale navale                                               |         | 1902—1913 | Kronstadt Russie         |
| ~ 70        | Cathédrale Saint-Pierre-et-Saint-Paul de Peterhof               |         | 1894—1904 | Peterhof Russie          |

## Clochers
| Hauteur (m) | Nom                                                | Fichier | Année     | Cité/État                                 |
| ----------- | -------------------------------------------------- | ------- | --------- | ----------------------------------------- |
| 122,5       | Cathédrale Pierre-et-Paul de Saint-Pétersbourg     |         | 1712—1733 | Saint-Pétersbourg Russie                  |
| 106         | Cathédrale de la Résurrection                      |         | 1810—1832 | Chouïa Russie                             |
| 96,52       | Grand clocher de la laure des Grottes de Kiev      |         | 1731—1745 | Kiev Ukraine                              |
| 93,8        | Cathédrale de la Transfiguration de Rybinsk        |         | 1797—1804 | Rybinsk Russie                            |
| 93,7        | Église Saints Pierre et Paul de Moscou             |         | 1779      | Поречье-Рыбное Oblast de Iaroslavl Russie |
| 93          | Monastère de Saint-Nicolas.                        |         | 1758—1763 | Dzerjinski Russie                         |
| 90,3        | Николаевская Берлюковская пустынь                  |         | 1895—1899 | Авдотьино Oblast de Moscou Russie         |
| 89,5        | Cathédrale Ouspenski                               |         | 1821—1841 | Kharkiv Ukraine                           |
| 88          | Laure de la Trinité-Saint-Serge                    |         | 1740—1770 | Serguiev Possad Russie                    |
| 83,2        | Kremlin de Riazan                                  |         | 1789—1840 | Riazan Russie                             |
| 82          | Всехсвятский кафедральный собор                    |         | 1776—1825 | Toula Russie                              |
| 81,6        | Monastère de la Sainte-Trinité                     |         | 1584      | Alatyr Russie                             |
| 81          | Clocher d'Ivan le Grand                            |         | 1532—1543 | Moscou Russie                             |
| 81          | Monastère de la Sainte-Trinité                     |         | 1789—1799 | Sarov Russie                              |
| 80          | Иоанно-Богословский Пощуповский монастырь          |         | 1901      | Пощупово Russie                           |
| 80          | Cathédrale de l'Annonciation de Kharkiv            |         | 1888—1901 | Kharkiv Ukraine                           |
| 79.9        | Kremlin de Astrakhan                               |         |           | Astrakhan Russie                          |
| 79.5        | Храм Иоанна Предтечи                               |         | 1891—1895 | Oblast de Moscou Russie                   |
| 78.5        | Cathédrale Sainte-Sophie de Vologda                |         | 1869—1870 | Vologda Russie                            |
| 78          | Monastère Novospassky                              |         | 1759—1795 | Moscou Russie                             |
| 77          | Cathédrale de la Transfiguration d'Odessa          |         | 2000—2001 | Odessa Ukraine                            |
| 76          | Cathédrale de la Résurrection                      |         | 1816—1886 | Kachine Russie                            |
| 76          | Cathédrale Sainte-Sophie de Kiev                   |         |           | Kiev Ukraine                              |
| 75,6        | Kremlin de Tobolsk                                 |         | 1794—1809 | Tobolsk Russie                            |
| 75          | Рождества Пресвятой Богородицы собор               |         |           | Rostov-sur-le-Don Russie                  |
| 75          | Église Saint-Nicolas                               |         | 1801—1843 | Veniov Russie                             |
| ~75         | Церковь св. Жен-Мироносиц                          |         | 1818—1820 | Kalouga Russie                            |
| 74,5        | Clocher de l'église Saint-Nicolas                  |         | 1796—1800 | Kaliazine Russie                          |
| 74          | Cathédrale de la Théophanie                        |         | 1895—1897 | Kazan Russie                              |
| 73          | Cathédrale Saint-Michel                            |         | 1848-1853 | Bronnitsy Russie                          |
| 72          | Couvent de Novodievitchi                           |         | 1690      | Moscou Russie                             |
| 72          | Monastère de la Déposition-de-la-robe-de-la-Vierge |         | 1813—1819 | Souzdal Russie                            |
| 72          | Собор святого великомученика Георгия Победоносца   |         |           | Odintsovo Russie                          |
| 72          | Monastère de Valaam                                |         |           | Valaam Russie                             |
| 70,3        | Monastère Serafimo-Diveevsky                       |         |           | Diveevsk Oblast de Nijni Novgorod Russie  |
| 70          | Cathédrale Saint-Alexandre-Nevski                  |         | 1818—1823 | Ijevsk Russie                             |